# Форсштейн, Иван Иванович
Иван Иванович Форсштейн (нем. Johan Forstein; 1720, Або — 18 [30] сентября 1808, Санкт-Петербург) — штадт-физик и профессор анатомии и хирургии.

## Биография
Родился в 1720 году в Або, в семье пастора. 23 июня 1758 года был принят учеником в Санкт-Петербургский адмиралтейский госпиталь. По окончании курса в июне 1760 года был выпущен лекарем в Архангелогородский пехотный полк. Спустя четыре года был переведён на должность оператора в Кронштадтский адмиралтейский госпиталь. Одновременно, с декабря 1762 года ему было поручено временное исполнение операторской должности, то есть преподавание анатомии и хирургии в госпитальных школах, «впредь до усмотрения трудов его и способности».
В 1784 году, при учреждении Калинкинского хирургического института Форсштейн, не имевший ни университетского образования, ни докторского диплома, был назначен профессором анатомии и хирургии и управляющим учебной частью института, а 1 мая 1799 года определён штадт-физиком в Санкт-Петербурге, с оставлением во всех прежних должностях. В сентябре 1798 года был назначен директором института.
Был награждён орденом Св. Владимира 4-й степени (22.9.1807). Умер 18 (30) сентября 1808 года.